# Gradeser Dialekt
Der Gradeser Dialekt ist der Dialekt der Stadt Grado in Friaul-Julisch Venetien. Die dialektale Eigenbezeichnung lautet graisan. Obwohl der Dialekt vom Friaulischen, einem rätoromanischen Idiom, umgeben ist, zählt er zum Venetischen und damit zu den norditalienischen Dialekten. Durch seine isolierte Lage ist er eher konservativ und dem Venezianischen und dem Venetischen der Lagune von Venedig ziemlich nahe. Einflüsse zeigt der Dialekt von anderen venetischen Dialekten und dem Friaulischen.

## Geschichte

### Römerzeit und frühes Mittelalter
Während der römischen Zeit wurde in Grado wie auch im wenige Kilometer entfernten Aquileia das von den Kolonien aus Rom importierte Latein gesprochen. Auf dieses Latein hatte das so genannte paleovenetisch-keltische Substrat Einfluss. Der Bischof von Aquileia, Fortunaziano, schrieb im 4. Jahrhundert nach Christi Geburt Kommentare in der Volkssprache zum Evangelium, damit er vom Kirchenvolk und damit von den einfachen Leuten auch verstanden werden konnte. Dies ist ein Indiz dafür, dass man damals das klassische Latein schon nicht mehr verstand.
Die Völker von Grado und Aquileia wurden in der Folge des Schismas der 'Drei Kapitel' getrennt, als die Langobarden 568 kamen, entstand eine weitere Trennung der beiden Orte: Grado und Aquileia waren nun kirchlich wie auch politisch getrennt, was große Auswirkungen auf das jeweilige gesprochene Latein in beiden Orten haben sollte. Das Vulgärlatein in Aquileia entwickelte sich zu einer Variante des Friaulischen, während das Vulgärlatein in Grado sich durch venezianischen Einfluss zu einem venetischen Dialekt wandelte.

### Der Einfluss Venedigs
Die Trennung von Aquileia hatte unter dem germanischen (longobardischen) Einfluss eine Verlangsamung der sprachlichen Kontakte mit dem Festland zur Folge (Grado ist eine Insel). Grado wurde später byzantinisch, geriet dann ab ca. 800 n. Chr. in venezianischen Einfluss. Die absolute sprachliche Differenzierung zwischen dem ab etwa dem 6. Jahrhundert entstandenen Friaulischen und dem Gradeser Dialekt wurde im 9. Jahrhundert besiegelt, als der Einfall der Ungarn die komplette Unabhängigkeit Grados vom Rest Friauls bestimmte. Durch Absinken der Lagune trennte sich die Insel auch noch mehr vom Festland, so dass Grado isoliert war und der sprachliche Einfluss einzig durch Venedig (Schiffsverkehr) kam. Reste der Gradeser Latinität lassen sich etwa in einigen Endungen (lat. -anus > -an) oder in ganzen Wörtern erkennen.

### Neuer Kontakt mit dem Friaulischen
Nach der so genannten Serenissima beginnen erneut Kontakte sowohl in politischer Hinsicht als auch in Bezug auf den Handel mit dem nahegelegenen friaulischen Festland. Auf diese Art kommen viele Friulanismen in den Gradeser Dialekt, wie etwa der maskuline Artikel al oder der verkürzte Infinitiv (lat. -are > -à).

### Weitere Einflüsse
Einflüsse aus dem Triestinischen oder dem Istrischen kommen von Sprechern des Gradeser Dialekts, die vor allem im Winter nach Triest oder Istrien zum Fischfang auswanderten. Einflüsse anderer Sprachen sind gering. Hier sind wenige französische Einflüsse zu nennen, die auf die kurze napoleonische Zeit zurückzuführen sind. Wenige Wörter des Gradeser Dialekts stammen auch aus dem Deutschen, was auf den Kontakt mit vor allem aus Österreich stammenden Touristen während der Sommermonate zurückzuführen ist. Trotz der relativen Nähe zum slawischen Sprachraum gibt es so gut wie keine Einflüsse aus diesem Bereich.

## Sprachstruktur

### Phonetik
- Metaphonie: O/E > I bei den Maskulina im Plural: el xórno > i xurni, der Tag/die Tage ,el vérde > i virdi ‚der Grüne/die Grünen‘
- keine Geminierung: vulgärlat. ANNU > ano ‚Jahr‘, vulgärlat. NONNU > nóno ‚Großvater‘, DICTU > déto ‚gesagt‘
- lat. H- > G: vulgärlat. HERI > géri ‚gestern‘
- Erhalt alle unbetonten Vokale im Auslaut, außer bei Nasalen:
- vulgärlat. ATU > ào, v. a. beim Partizip Perfekt: vulgärlat. CONTATU > contào ‚erzählt‘
- Die Schreibung -x- bedeutet wie im Venezianischen ein sonores s, also [z]: paexéto [paezeto] ‚Dörfchen‘, caxa [caza] ‚Haus‘
- keine Diphthongierung wie im Italienischen bei O: lat. HOMO > omo
- Aphärese bei den Formen von lat. HABERE: HABEBAT > veva ‚(er) hatte‘ (vgl. auch im Friaulischen dieselbe Entwicklung!), auch bei anderen Formen wie ASPECTARE > spetà ‚(er)warten‘, ADRIPARE > rivà ‚ankommen‘ und auch ANDARE > ’ndào ‚gegangen‘, wenn zuvor ein betonter Vokal steht wie in der zusammengesetzten Vergangenheit: el xe 'ndào ‚er ist gegangen‘. Überhaupt neigt der Gradeser Dialekt zur Aphärese (im Gegensatz zum Italienischen), wenn Vokale aufeinandertreffen, vgl. e 'l xe 'ndào ‚und er ist gegangen‘. Die Aphärese gilt auch für Adverbien wie vulgärlat. AB ANTE > ABANTE > ´vanti ‚davor‘
- vulgärlat. -TR- > -r-: vulgärlat. PATRE(M) > pare, MATRE(M) > mare
- vulgärlat. -CL > [tj]: VECLUS > vecio ‚alt‘
- lat. CE-/ CI- > [s]: CIVITATE > sità ‚Stadt‘, INVICEM > invise ‚hingegen‘
- lat. -NTI- > [ns]: ABSENTIA > sensa ‚ohne‘
- Anhebung von -E- zu [i] vor Nasallaut: PENSIERI > pinsieri ‚Gedanken‘, NE INDE > ninte ‚nichts‘
- -CLI > [tʃi]: vulgärlat. OCULI > oci (vgl. die analoge Entwicklung etwa auch im Rumänischen!)
- -CLA > [tʃa]: vulgärlat. CLAMARE > ciamà ‚rufen‘

### Morphosyntax
- Pluralbildung: -o > -i (Maskulina), -a > -e (Feminina): xórno > xurni ‚Tag/Tage‘, setemana > setemane ‚Woche/Wochen‘
- Definitartikel: el, la ‚der‘, ‚die‘
- Indefinitartikel: un, 'na ‚ein‘, ‚eine‘
- Voranstellung des definiten Artikels vor das Possessivum außer bei Verwandtschaftsbezeichnungen in der Einzahl: mio nóno, sò figi ‚mein Großvater‘, ‚sein Sohn‘ aber ,i sò soldi‘ ‚sein Geld‘, allerdings nicht immer.
- Demonstrativa: ’sto, ’sta ‚dieser‘, ‚diese‘
- keine Pro-Drop-Sprache, obligatorisches Subjektpronomen auch bei genanntem Subjekt: Mio nóno el m'ha contào una storia. ‚Mein Opa hat mir eine Geschichte erzählt‘, wörtlich: ‚Mein Opa er mir hat erzählt eine Geschichte‘
- Verbklassen: lat. ARE > -à, -ERE: -e, -IRE > -i: vulgärlat. ANDARE > andà ‚gehen‘, vulgärlat. VIVERE > vive ‚leben‘, vulgärlat. MORIRE > morì ‚sterben‘
- 3. Ps. Sg. von ESSE ‚sein‘ mit [z]-Vorschlag wie im Venezianischen: xe (sprich: [zɛ]) < EST
- Reflexive Verben mit dem Fortsetzer von lat. HABERE und nicht mit ESSE: el s’ha prexentào ‚er hat sich vorgestellt‘
- Futur mit der lat. Periphrase CANTARE + HABEO, Konditional mit der lat. Periphrase CANTARE + HABUI
- Verschiedene Varianten der Präposition von vulgär. INTU(S) > t', int ‚in/nach‘ abhängig von der lautlichen Umgebung

### Lexik wie im Friaulischen
là de ‚bei‘, vgl. friaul. là di ‚bei‘
massa ‚zu (viel)‘, vgl. friaul. masse ‚zu viel‘

## Sprachbeispiel
Dank des Dichters Biagio Marin (1891–1985) gibt es eine kleine, überschaubare Literatur im Gradeser Dialekt. Auf folgendem Textbeispiel fußt auch obige Beschreibung der Sprachstruktur.

“Un ano fa mio nóno […] el m'ha contào a me […] 'sta storia.
G'era 'na vólta, t'un picolo paexéto, un omo che 'l veva doi figi.
Un xórno el pì xoveno di doi fradei el s'ha prexentào a sò pare, e j'ha dito: "Papà, vogio che tu me dai duto quél che me speta, dame quel che xe mio!”
El vecio, che je voleva mundi ben (fòrsi anche massa!) a sò figi, l'ha fato comò che quél ji veva domandào.
Dopo pochi xurni, el xovanoto el s'ha tolto duti i sò soldi e 'l xe 'ndào via.
Int una sità lontana l'ha vissùo sensa pinsieri, 'mbriagandose insieme co sò amis e balando co femenate.
Cussì in poche setemane el s'ha magnào duti i soldi, e 'l xe restào sensa ninte.
Che doveva fà? Comò 'l varave possùo vive? Indove 'l varave catà un toco de pan?”

„Vor einem Jahr hat mir mein Großvater diese Geschichte erzählt.
Es war einmal in einem kleinen Dörfchen ein Mann, der zwei Söhne hatte.
Eines Tages sprach der jüngere der beiden Brüder beim Vater vor und sagte zu ihm: ‚Papa, ich will, dass Du mir alles gibst, was mir zusteht, gib mir alles, was Meines ist.‘
Der Alte, der ihn, seinen Sohn, sehr gerne mochte (vielleicht auch zu sehr!), tat so, wie dieser ihn gebeten hatte.
Nach wenigen Tagen hat der Junge all sein Geld genommen und ist fort gegangen.
In einer fernen Stadt hat er ohne Nachzudenken gelebt, indem er sich mit seinen Freunden betrank und mit Frauenzimmern tanzte.
So verprasste er in wenigen Wochen all sein Geld und blieb ohne etwas zurück.
Was sollte er machen? Wie hätte er leben sollen? Wo hätte er ein Stück Brot finden sollen?“